# ビンゴ・ピンボール
ビンゴピンボール(Bingo Pinball)(通称「ピンビンゴ」)とは、アーケードゲーム機のうち、ピンボールゲームの一種である。ゲームの結果により、現金、あるいはクレジットの払い出しが行われるため、ギャンブル機と認識される場合もある。
日本のゲームセンターではメダルゲームの一種として設置され、フリッパーピンボール（いわゆる普通のピンボール）とは別物として扱われる。ただし、2007年現在ビンゴ・ピンボールを設置している日本のゲームセンターは極わずかである。

## 概要
筐体のサイズは幅約0.6m、奥行き約1.2m、高さはプレイフィールド部で約1m、バックグラスの最高部で約1.8m程度。その外観はフリッパー･ピンボールによく似るが、プレイフィールドにはボールを弾き返すフリッパーや得点を得るためのバンパー、ターゲットなどはなく、多数のピンと、スマートボールに似た20個ないし25個の通し番号がふられた穴が開いているのみである。バックグラスにはビンゴカードが設置されており、プレイヤーが射出した金属球がプレイフィールドのいずれかの穴に入ると、ビンゴカード上のその番号が点灯する。
最も一般的なゲームの内容は、全部で5個の金属球を射出してプレイフィールド上の番号が付された穴に入れ、5列×5行のビンゴカードの同一線上に連続して3個以上の番号を点灯させるか、あるいは色で塗り分けられたビンゴカードの同色セクション内の番号を3個以上点灯させると「上がり」となり、その時にバックグラスに表示されている得点がコインあるいはクレジットとして得られる、と言うものである。当然のことながら、3個より4個、4個より5個点灯した方が、得られる得点は高くなる。

## 歴史
発祥の地である米国では、バーリー社を最大手メーカーとして、1950年代始め頃より1980年まで製造され、国内市場ばかりでなく、日本や欧州にも輸出された。
1977年には、タイトーがモーターが過熱する等の理由で形式認可をパスできなかったアメリカ製マシン「ビンゴハワイ」165台を輸入し、書類送検を受けたことが新聞記事として残されている。
その後は、1980年終わり頃から1990年代半ば頃までにかけて、日本のシグマ社（後のKeyHolder）が14台程度の25穴タイプのビンゴ機を製造したが、これらが輸出されたかどうかは不明。欧州圏でも、1980年代中頃から、スペインやベルギーなどのゲーム機メーカーがバーリー社製の6カードタイプやミス･アメリカタイプをなぞったゲームを中心に製造しており、これは2007年現在においても細々ながら継続している。また、2007年2月の日本のAOUショーにおいて、台湾製のビンゴ･ピンボールが1機種出展されていた。

## ゲームのタイプ
ピンボール･ビンゴにはさまざまなゲーム性があり、一元的な分類は出来ない。ここでは、上がりの条件、キーフィーチャー、プレイフィールドの穴の数の三つの基準点で分類した。

### 上がりの条件による分類
インラインタイプ
同一線上に3個以上並んで番号が点灯すれば上がりとなるタイプ。
セクションタイプ
色分けされた同一のセクションに3個以上の番号が点灯すれば上がりとなるタイプ。

### キーフィーチャーによる分類
キーフィーチャーとは、カード上の番号を移動させる、あるいはカードのレイアウトを動かすなどして、点灯する番号の並びを上がりの形にアレンジするものである。
なお、ゲームによってはキーフィーチャーを持たず、カードが完全に固定されているものもあるが、そのような機種をまとめて指す言葉が見当たらないので、ここでは仮に「固定カード」と称して説明する。
マジックライン
カードの番号を、行、または列の単位で、左右、または上下に一つずつずらすことが出来るタイプ。1954年に初めて登場した。25穴タイプに多い。
マジックスクエア
マジックラインに似るが、5列×5行のビンゴカードの4角の、2列×2行の4個の番号を回転させてその位置を変えることが出来るタイプ。1955年から58年にかけて多く製造された。上がりの条件はインラインタイプのみ、穴の数は25穴タイプのみである。
ロトフィーチャー
米国で1951年から57年までビンゴピンボールを製造していたユナイテッド社が、1955年に数機種のみ製造したゲームに採用していたフキーィーチャー。5行×5列のビンゴカードの、中央のスポットを取り囲む8個の番号が、中央のスポットを中心に回転する。
マジックスクリーン
5列×5行のビンゴカードで、番号の位置を変える事はできないが、カードのレイアウトを左にずらすと右側から新たに色で塗り分けられたセクションタイプのレイアウト面が現れ、上がりの条件をセクションタイプに変更できる。バーリー社はこのタイプのゲームを1958年から1963年まで多く製造していたが、その後に製造される機械は殆どがミスティックラインタイプか6カードタイプになった。1980年に思い出したかのように再びこのタイプのキーフィーチャーを持った「マリブビーチ」を製造したが、同社はこの年を最後にビンゴ･ピンボールの製造を中止した。日本においては、シグマ社（現アドアーズ）が、このタイプの機械を多数輸入して稼動させていたほか、自らも新機種を1980年代から約10年の間に14機種製造し、自社ロケに積極的に設置したこともあって、最もポピュラーなタイプとなっている。
ミスティックライン
20穴タイプで、ビンゴカードは5列×4行で4色に塗り分けられたセクションタイプである。カードの左側の2列、及び右側の2列は、それぞれ列単位でそっくり入れ替えられるほか、中央の列の番号を上下に一つずつずらすことが出来る。このタイプのカードを持つゲームの上がりの条件は、全て同色のセクション内の番号が3個以上点灯すると勝ちとなるセクションタイプである。1965年からおよそ10年にわたって製造され続けた。
ホイール
ビンゴカードには番号が円形に配置されている。上がりの条件はセクションタイプ。バーリー社が1968年に2機種のみ製造した特殊なタイプ。20穴タイプのみ。
固定カード
ビンゴカードの番号が固定されており、レイアウトを変更する機能も無い。ビンゴカードは1枚のみの1カードの他、2カード、3カード、6カードなどのタイプがある。現在、欧州で製造されているピンボール･ビンゴ機の殆どは6カードである。1カード及び2カードの場合は、3列×3行の「スーパーカード」と称する補助カードが付属している場合が多い。

### 穴の数による分類
25穴タイプ
プレイフィールド上段より順に、7個、6個、5個、4個、3個の穴が開いており、左から右、上から下の順に、1から25の番号がふられている。マジックライン、マジックスクエア、マジックスクリーン、固定カードがある。
20穴タイプ
プレイフィールド上段より順に、6個、5個、4個、3個、2個の穴が開いており、左から右、上から下の順に、1から20の番号がふられている。このタイプはキーフィーチャーがミスティックラインであるものが多い。
その他
15穴、16穴、24穴、28穴などの種類がある。これらの中にはバンパーやフリッパーを備えたものもある。いずれもごく少数の機種以外には用いられていない例外的なタイプである。

## ミステリー・インターバル
アドバンシングオッズ/スコアーズ（「主なフィーチャー」参照）を備えるタイプのゲームで、コイン投入直後に生じる1,2秒内外程度の一定ではない短い間（ま）のことで、この間（かん）は、バックグラスの各所のランプがランダムに点滅すると共に、そろばんを弾くようなパチパチというノイズや、木箱を硬いもので叩くようなカタカタというノイズを発する。得点の上昇やフィーチャーの有効化などの変化は、起こるとすれば必ずこのミステリー･インターバルを経た後になる。
アドバンシングオッズ/スコアーズフィーチャーを持たない固定カードタイプのゲームのように、投入したコイン数に応じて有効となるカード数やフィーチャーが常に決まっている機種もある。それらの機種の中にも、スーパーラインやスポットナンバーなど、運次第で有効になったりならなかったりするフィーチャーもあるが、1回のゲームに投入できる最高コイン枚数は常に一定であり、ミステリー･インターバルは発生しない。

## 主なフィーチャー
多くのビンゴ・ピンボールには、上がり易くしたり、得られるスコアを高くしたりするなどのさまざまなフィーチャーがある。フィーチャーの内容はタイトルによって異なるが、いずれの場合も、バックグラスに表示されているフィーチャーの文字にライトが点灯して初めて使用可能となる。殆どの場合、フィーチャーは、コインを投入するたびに内部的に抽選を行い、有効とするかどうかをランダムに決定する（後述のアドバンシングオッズ/スコアーズ参照）。有効となる確率は、スコアや他のフィーチャーの有効状況、あるいはコインのインとアウトの状況によって変動する。以下は、代表的なフィーチャーの例である。
キーフィーチャー
]ビンゴカードの番号の並びを変えることが出来るフィーチャーで、いくつかの種類がある。「ゲームの分類」中の「キーフィーチャーによる分類」を参照。
OKゲーム
キーフィーチャーがマジックスクリーンの機種の多くに採用されているフィーチャーで、カードレイアウトを右に1段階、または2段階ずらすと出現するオレンジ色のセクションの番号を二つ点灯させると、次回のゲームが無料で出来るフィーチャー。次回のゲームのスコア及びフィーチャーの条件は、その時のグリーンラインのスコアによって自動的に決まる。
スーパーセクション
キーフィーチャーがマジックスクリーンの機種に採用されているフィーチャーで、カードレイアウトを左にずらすと現れてくるセクションタイプのレイアウトのうち、縦の線が入ったセクションは、番号が2個点灯すれば3個、3個点灯すれば4個、4個点灯すれば5個がそれぞれ点灯したものと看做されるフィーチャー。スーパーセクションには赤スーパーセクションと黄スーパーセクションの2種類がある。
レッドレターゲーム
キーフィーチャーにミスティックラインを採用している20穴タイプの多くに採用されているフィーチャーで、OKゲームの20穴タイプ版と言える。ビンゴカードの白色のセクションの番号を2個、または3個点灯させると、次回のゲームが無料で出来る。次回のゲームのスコア及びフィーチャーの条件は、その時のレッドセクションのスコアによって自動的に決まる。
アドバンシングオッズ/スコアーズ
ある種のビンゴ・ピンボールゲームでは、上がりとなった際に得られるスコアは常に一定であるが、このフィーチャーを持つゲームでは、10段階程度のスコアテーブルが用意されており、1球目を射出する前にコインを追加投入することによって、より高いスコアに移行する可能性がある。
始めにコインを投入すると、機械は初期状態にリセットされる。この後、コインを追加投入するたびに、前述のミステリー･インターバルと呼ばれる短い間（ま）をおいた後に、得点が増加することもあれば、しないこともある。なお、このフィーチャーを備えるゲームは、バックグラスの掲示にランプが点灯すれば有効となる、ゲームに勝ち易くなる各種のフィーチャーも同時に備えているが、これらもまた、ミステリー･インターバルの後に、有効となることもあれば、ならないこともある。但し、一度上昇した得点や有効となったフィーチャーは、そのゲームが終了するまでは保証され、以降のコイン投入によって得点が下がったり、有効だったフィーチャーが再び無効になったりすると言う事はない。得点の上昇やフィーチャーが有効になるといった変化は、コインを投入するごとにランダムに決定されるもので、コインを何枚投入すればどのような条件になるかは予測が付かないため、客はより良い条件が得られる事を期待して、ついつい数十枚、あるいは数百枚のコインを1ゲームに投入してしまうことも珍しくないという射幸性を生んでいる。
エキストラボール
5球全てを射出し終わった後でも、黄色のボタンを押してからコインを投入すると、エキストラボールの抽選が行われ、当たると、新たに1球が射出できる。エキストラボールは、最高2個ないし3個まで出る可能性がある。

## ミス・アメリカ
1957年にバーリー社によって製造されたこのゲームは、メインカードとエキストラカードの2枚のビンゴカードが横に並んでおり、キーフィーチャーであるマジックラインによって、両カードの番号の一部がもう片方のカードに移動できるため、1つのカードに同じ番号が2つ存在することがある。これを「ダブル･デューティー・ナンバーズ」と言い、2枚のカードで番号を融通するというゲームスタイルは、ミス･アメリカの最大の特徴の一つとなっている。
多くのキー･フィーチャーやゲームスタイルは、後に製造される他のタイトルに応用されているが、「ミス・アメリカ」の場合は、そのような事はなかった。しかし、初めてこのタイトルを製造してから17年も経った後の1974年に「ミス･アメリカ‘75」が、そして更に76年及び77年にはそれぞれ「ミス･アメリカ　サプリーム」、「ミス･アメリカ　デラックス」と、3回にも亘ってリメイクされている。従来は、ゲーム内容が同じでも、全く別のゲームであるかのようにタイトルとバックグラスを変更して製造する例はいくつかあったが、このように同一タイトルでリメイクが行われたケースは、ビンゴ・ピンボールでは他に例を見ない。また、「ミス･アメリカ」の一連のシリーズは欧州圏ではおおいに受けたようで、そのコピーキャットに限りなく近い製品や更なるリメイクが加わった製品が、ベルギーやスペインのメーカーによって多数製造されており、このような現象も固定カード以外のゲームでは大変異例である。このように、異例ずくめのミス･アメリカは、ビンゴ･ピンボールを語る上で特筆すべきタイトルとなっている。